# Corazon Aquino
Maria Corazon Sumulong Cojuangco Aquino (25. januar 1933 i Paniqui – 1. august 2009 i Manila) var en filippinsk politiker, der var landets præsident fra 1986 til 1992. Aquino var gift med den populære oppositionspolitiker Benigno Aquino, og da han blev snigmyrdet i Manilas lufthavn på vej hjem fra eksil den 21. august 1983, fulgte Corazon Aquino i hans fodspor.
Aquino vandt valget i 1986 over Ferdinand Marcos, og hun blev hyldet af folket som demokratiets genindfører. I 1992 trak hun sig tilbage efter gentagne attentatforsøg på hendes person.